# جمیل‌لی (خواجه‌لی)
جمیل‌لی (ترکی آذربایجانی: Cəmilli) یک منطقهٔ مسکونی در جمهوری آرتساخ است که در استان آسکران واقع شده‌است.